# Покров (Владимирска област)
Покров (на руски: Покров) е град в Русия, разположен в Петушински район, Владимирска област. Населението на града към 1 януари 2018 година е 17 025 души.